# Mallophora breviventris
Mallophora breviventris är en tvåvingeart som beskrevs av Macquart 1850. Mallophora breviventris ingår i släktet Mallophora och familjen rovflugor. Inga underarter finns listade i Catalogue of Life.